# Håhellerskarvet
Håhellerskarvet är ett berg i Antarktis. Det ligger i Östantarktis. Norge gör anspråk på området. Toppen på Håhellerskarvet är 2 910 meter över havet.
Terrängen runt Håhellerskarvet är huvudsakligen kuperad, men åt nordväst är den bergig. Trakten är obefolkad. Det finns inga samhällen i närheten. 